# Svatá
Svatá település Csehországban, a Berouni járásban. Svatá Trubská, Zdice, Trubín, Hudlice, Hředle és Broumy településekkel határos. Lakosainak száma 551 fő (2024. január 1.).

## Népesség
A település lakosságának változását az alábbi diagram mutatja:
| Lakosok száma | 771  | 864  | 806  | 543  | 434  | 377  | 496  | 515  | 511  | 551  |
|               | 1869 | 1890 | 1921 | 1950 | 1980 | 2001 | 2017 | 2019 | 2022 | 2024 |